# Парада-де-Гонта
Парада-де-Гонта (порт. Parada de Gonta)  —  район (фрегезия) в Португалии,  входит в округ Визеу. Является составной частью муниципалитета  Тондела. Находится в составе крупной городской агломерации Большое Визеу. По старому административному делению входил в провинцию Бейра-Алта. Входит в экономико-статистический  субрегион Дан-Лафойнш, который входит в Центральный регион. Население составляет 812 человека на 2001 год. Занимает площадь 7,12 км².
Покровителем района считается Святая Анна (порт. Santa Ana). 

## История
Район основан в 1884 году